# Lousame (parroquia)
Lousame (llamada oficialmente San Xoán de Lousame) es una parroquia y una aldea española del municipio de Lousame, en la provincia de La Coruña, Galicia. La aldea también es conocida con el nombre de Aldeagrande y está situada a 3,5 km de la capital municipal, a una altitud media de 81 metros sobre el nivel del mar.

## Límites
Limita al norte con la parroquia de Lesende (separados por el río Vilacova), al noreste con Noya, al sur con Boiro, al sureste con la parroquia de Fruíme, al oeste con la parroquia de Tállara y al este con la parroquia de Vilacoba.

## Localización
La principal vía de acceso a Lousame es la AC-4201, que parte de la AC-308 en Portobravo y atraviesa toda la parroquia hasta el Confurco.
La aldea está situada a 3,5 km de la capital municipal, también en la parroquia, a una altitud media de 81 metros sobre el nivel del mar, aunque la localidad se sitúa en un valle, formado por el río Pesqueira en la ladera del monte de Lousame, por lo que la altitud varía considerablemente de unos lugares a otros pudiendo llegar incluso a los 130 metros. El asentamiento tiene una extensión delimitada de 200.800 m², Las localidades más cercanas son A Silva, Cruído, Seoane, Marracín de Abaixo, Berrimes, Maxide y Filgueira.

## Geografía
La parroquia tiene una superficie de 18.76 km², siendo la más extensa del municipio ocupando el 20.17% de la superficie total.
La parroquia se corresponde casi en su totalidad con la cuenca hidrográfica del río Pesqueira, el cual la atraviesa de sur a norte y bañando toda la parroquia con sus pequeños afluentes. El río nace en las minas de San Finx y desemboca en el río Vilacova formando el río Traba, que desemboca en la ría de Muros y Noya.
Está situada en una región dedicada tradicionalmente a la minería y tiene un relieve variado, con altitudes máximas de entre 300 y 350 metros en el monte de Aldeagrande y Seoane donde se encuentra la iglesia de la parroquia. 
La aldea es una de las 21 que componen la parroquia. Es un asentamiento rural con categoría de aldea.[cita requerida]

## Etimología
El topónimo Lousame procede de la palabra latina lausia que corresponde a las losas (en gallego lousas) que tanto abundan en los montes que rodean la localidad. En la Edad Media se crean las divisiones parroquiales, y la parroquia llevaría el nombre de San Juan de Lousame por ser esta aldea el único núcleo de población de la parroquia en aquel momento. 
En 1836 se crea el municipio de Lousame, y como casi todos los municipios de Galicia este recibiría el nombre de una de sus parroquias. En este caso el nombre para el nuevo municipio sería el de la Parroquia de San Juan de Lousame (inicialmente iba a ser Toxosoutos). Pero la capital no sería la aldea de Lousame sino Cruído (localidad también de la parroquia de San Juán de Lousame), que más tarde cambiaría a Portobravo. 
El topónimo Aldeagrande es común en muchos lugares de Galicia. En general este topónimo corresponde a aldeas o lugares que en algún momento tenía el mismo nombre que la parroquia a la que pertenecen y a la que dieron nombre, pero en algún momento de la historia el topónimo se cambió por Aldea Grande. Esto pasa también con el topónimo Eirexa o Igrexa, nombres dados a lugares en los cuales está situada la iglesia parroquial y que antiguamente se llamaban de la misma forma que la parroquia. El topónimo aldea deriva del árabe hispánico ad-dai (Quinta Rústica), por lo que en general este topónimo se refiere a lugares o aldeas del medio rural que en su día fueron consideradas grandes en relación con otros núcleos cercanos de su rango. 
No hay constancia de en qué momento el nombre cambia de Lousame a Aldeagrande, pero existe constancia de documentos que se refieren al lugar como Aldeagrande que datan de la primera década del siglo XX. Es probable que el cambio se produjera con la creación del municipio de Lousame a principios del siglo XIX o a principios del siglo XX cuando la iglesia parroquial se trasladó a Seoane.

### Otros topónimos
Dentro de la propia aldea podemos encontrar gran variedad de topónimos propios, que en algunos casos puede referirse a grupos de casas más pequeños o a prados, zonas o propiedades. Algunos de estos son muy antiguos y no se corresponden con calles o al callejero oficial. Algunos topónimos son: A Costiña, A Revolta, A Fonte da Costiña, O Soutiño, A Pontella, O Picón, Fonte Frixil, As Maceiriñas, O Arrán, A Praza, O Campo, A Granxa, A Canle, O Coto da Canle, O Campo da Festa, Fontán Covo, O Agro de Xoán, O Agro de Perilla, O Muíño do Crego, As Canteiras, A Fonte de Lousame, O Lavadoiro o Miñar Vello.

## Entidades de población
Entidades de población que forman parte de la parroquia:
- Berrimes
- Bouciñas (As Bouciñas)
- Brandía
- Castro (O Castro)
- Cerquides
- Ces
- Chave
- Costa (A Costa)
- Cruído (Croído)
- Filgueira
- Gandarela
- Lousame (Aldeagrande)
- Maxide
- Outeiro (O Outeiro)
- Pastoriza
- Portobravo
- Quintáns (As Quintáns)
- Riatelo
- Seixido
- Seoane
- Silva (A Silva)

## Demografía

### Parroquia
En 2020 tenía una población de 1023 habitantes (508 hombres y 515 mujeres), lo que supone el 31,30% de la población del municipio. Es la parroquia más poblada del municipio.
| Gráfica de evolución demográfica de Lousame (parroquia) entre 1970 y 2020                                                       |
| |
| Población de derecho según los censos de población del INE. Población de hecho según los censos de población del INE y el PGOM. |

### Aldea
En 2020 tenía una población de 183 habitantes (98 hombre y 85 mujeres), lo que supone 17,89% de la población de la parroquia y el 5,60% de la población del municipio. Es la segunda localidad más poblada del municipio y de la parroquia.
| Gráfica de evolución demográfica de Lousame (Aldeagrande) (lugar) entre 1991 y 2020 |
|                                                                                     |
| Datos según el nomenclátor publicado por el INE.                                    |

## Urbanismo

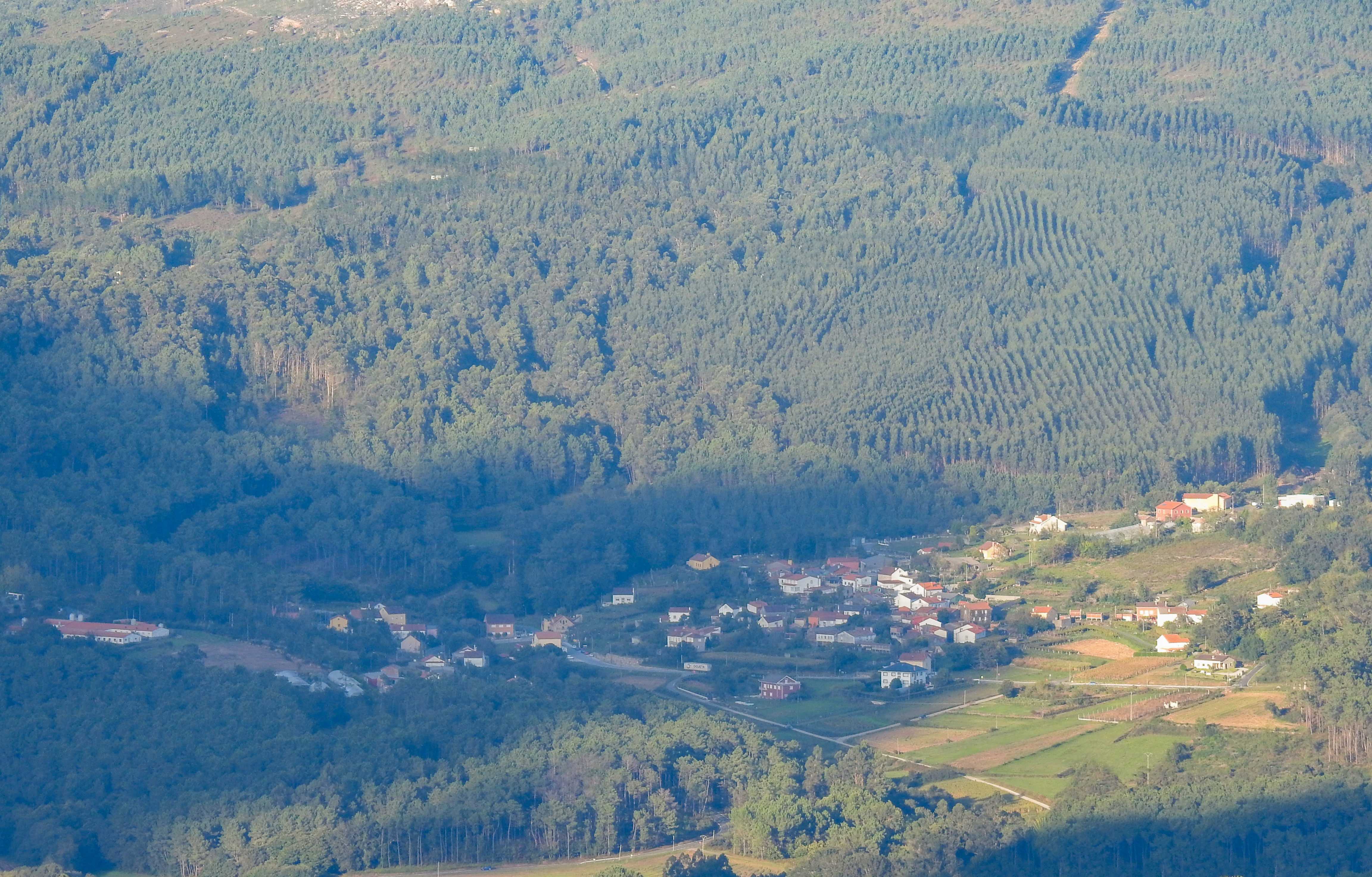
Vista de la aldea desde el monte Iroite.

La parroquia constaba de 445 viviendas en 2002 según el PGOM de ese año.
La Entidad de Población constaría de un Núcleo donde está la mayor parte de la población y un Diseminado alrededor del núcleo a lo largo de las vías de Berrimes-Lousame (DP 4202) y Portobravo-Confurco (DP 4201) con unas construcciones más dispersas y recientes.  El núcleo de población correspondería con la extensión original de la aldea, y es en esta parte donde encontramos las construcciones de carácter más tradicional. 
Las viviendas que rodean al núcleo constituyen un diseminado ya que están muy dispersas y no reúnen los requisitos para considerarse parte de un núcleo. Estas viviendas son de construcción más reciente, de los años 60 en adelante. La zona a lo largo de la vía Berrimes-Lousame (DP 4202) Es conocida por los vecinos como A Costiña, mientras que la zona a lo largo de la DP-4201 es conocida como O Soutiño o A Plaza.
Según el PGOM de 2005, el asentamiento tiene una extensión delimitada de 200.800 m² y constaba de 75 viviendas unifamiliares y otras 128 construcciones de carácter secundario o complementario. Existe una construcción de carácter comercial así como una nave de uso agrícola y otras dos de carácter comercial o industrial. 16 construcciones estaban en estado de ruina en ese año. En la aldea podemos encontrar además una fuente y un centro sociocultural de titularidad municipal que antiguamente desempeñaba la función de escuela.

## Economía
En la aldea de Portobravo está la casa consistorial, el centro médico y la casa de la cultura y en la aldea de Silva está el colegio CPI Cernadas de Castro, el polideportivo municipal Pilar Barreiro Senra y la piscina municipal. 

## Turismo
Una de las rutas turísticas de más interés de la región parte de la aldea y atravesando el monte conduce a las Minas de San Finx.

## Festividades
- La principal festividad local del lugar de Lousame es la de San Xoán, que se celebra a finales de junio y en la cual se honra a San Juan Bautista y a la "Virxe do Leite".[12][13]
- Durante varios años se vino celebrando, entre los meses de febrero y marzo, la conocida como do Rinchón, que no era en honor a ningún patrón ni santo y donde se distribuía chicharrón y filloas entre los vecinos.

## Galería de imágenes

Imágenes de Lousame
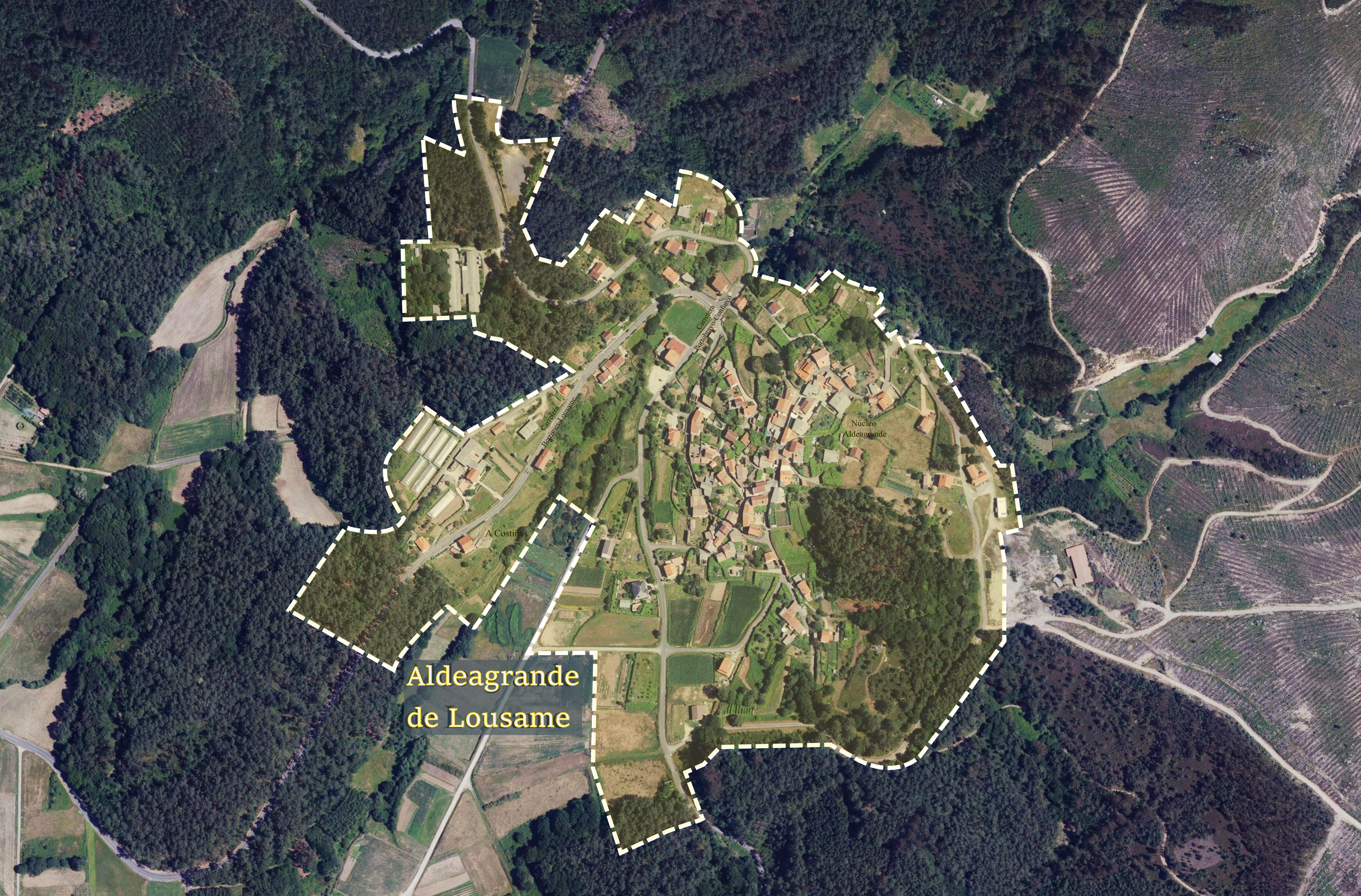
Imagen por Satélite de la aldea de Lousame en el año 2014 con sus límites
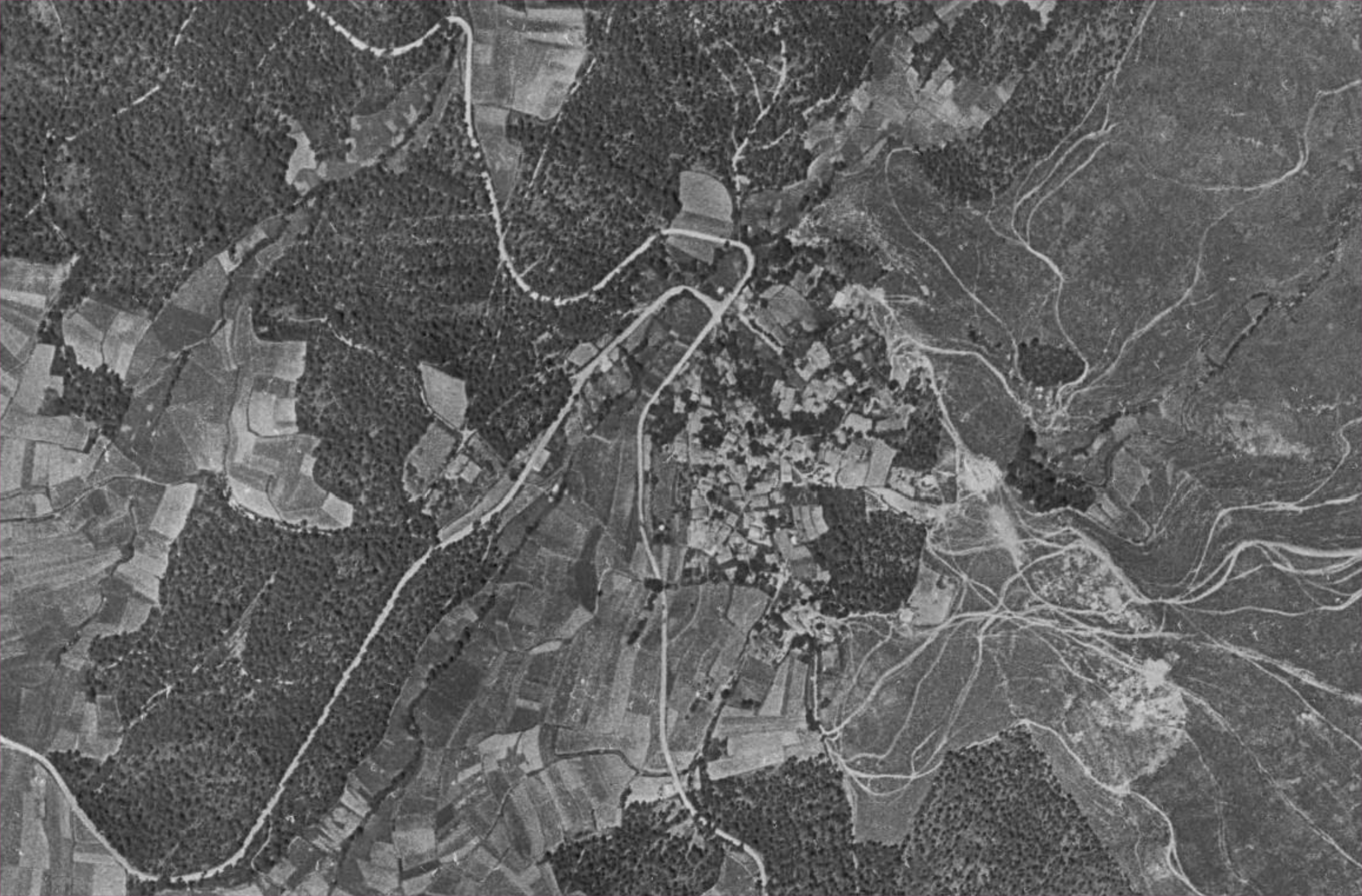
Imagen de la aldea de Lousame tomada por un vuelo americano en el año 1955
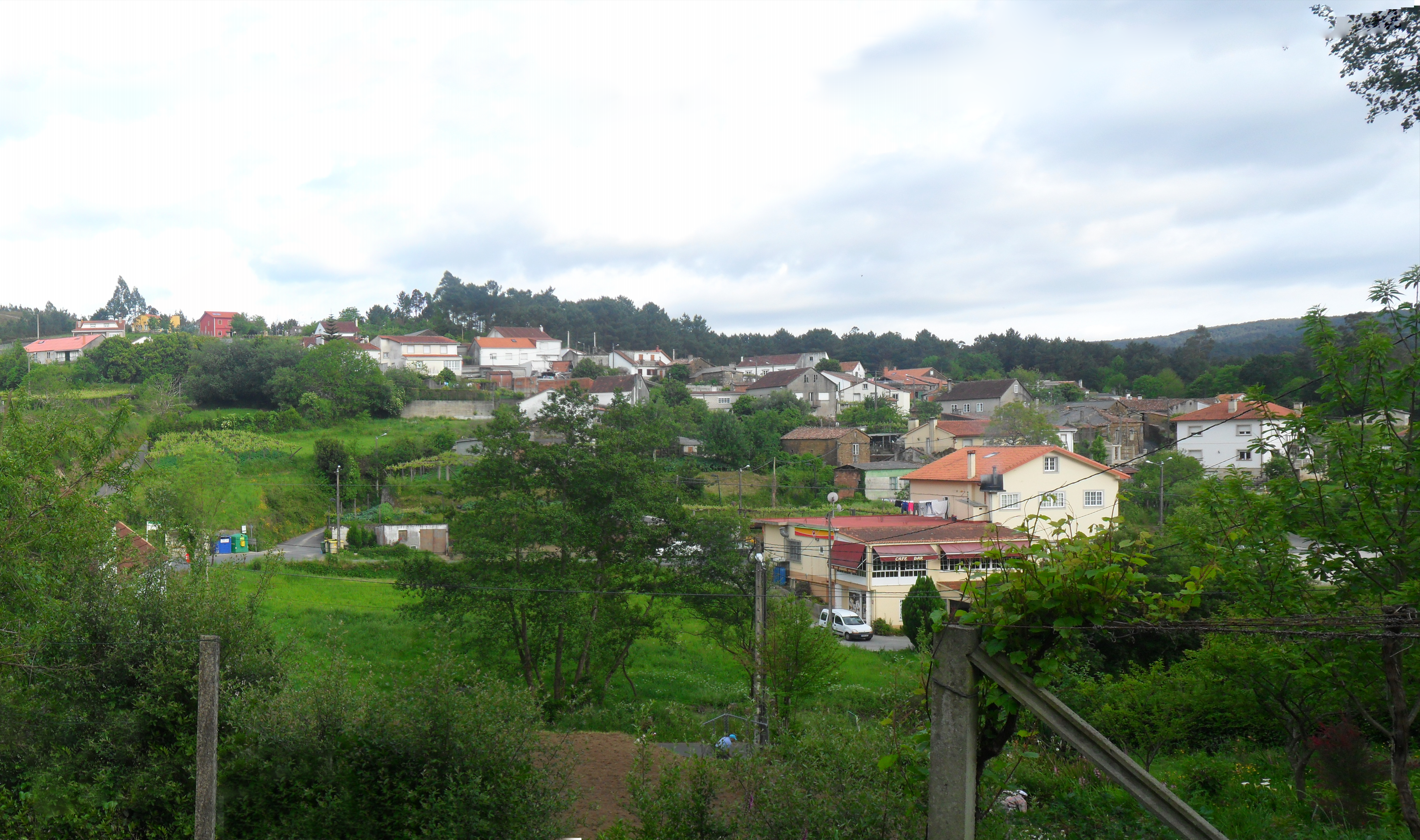
Vista general de la aldea de Lousame en 2012